# Societat Coral l'Esperança
La Societat Coral l'Esperança és una entitat cultural d'Arenys de Mar fundada l'any 1863 i que encara és activa amb diverses seccions culturals. Té els seus orígens en el moviment que va impulsar Josep Anselm Clavé, per tal que la ciutadania popular accedís a la cultura mitjançant el cant coral. Forma part de la Federació de Cors de Clavé. La seva seu social està situada al carrer de l'Església 45-47 d'Arenys de Mar.

## Orígens i creixement[calcitació]
L'entitat es va fundar a Arenys de Mar l'any 1863, l'any següent va estrenar el seu primer estendard. Martí Pons i Llobet, un dels socis fundadors va ser el primer director del cor de l'entitat. El 21 de desembre de 1913 se celebrà el cinquantenari de la fundació, l'entitat mantenia la seva activitat cultural i també una funció social en el foment de l'estalvi i de l'auxili dels seus associats en la cobertura per malaltia i accident.

## Esplendor de l'entitat[calcitació]
L'entitat té la seva màxima esplendor fins a l'inici de la Guerra civil, tant en la seva activitat coral com en la nova activitat teatral. El 1928 l'entitat, en plena expansió, va adquirir per 10.000 pessetes, a l'Ajuntament d'Arenys de Mar, l'edifici del Teatre Principal, al carrer de l'Església, que es trobava en ruïna, i la resta de la finca, fins a la cantonada del carrer de Frederic Marès.

## La postguerra i el cinema[calcitació]
Amb la postguerra l'entitat entra en crisi, per la repressió de la nova autoritat franquista a un nombre important d'associats. L'activitat teatral segueix amb representacions de sarsueles (Marina, Los Gavilanes, La taberna del puerto, etc.) tot i la forta censura de l'època. El teatre es reforma en cinematògraf l'any 1943, i s'arrenda a Francesc Roca Vilatarsana, després –1945- a l'empresa J. Serra Mora S.L. de Mataró, i finalment –1955- a l'empresa local Sala Merced fins al 1991, any que es rescindeix el contracte vigent i el teatre retorna completament a l'entitat.

## El cor i la secció de muntanya[calcitació]
Les dècades dels anys cinquanta i seixanta torna amb força l'activitat de cant coral amb actuacions nacionals i internacionals a Madrid, Sevilla, Mallorca, Autariba (França) –vila agermanada amb Arenys de Mar des de 1982–; també s'amplien les instal·lacions de l'entitat, amb la construcció d'una planta i cobert pel carrer de Frederic Marès. L'any 1963 se celebrà el centenari de l'entitat, amb la coral encara només formada per homes.
L'any 1967 es crea la Secció de Muntanya de la Societat Coral L'Esperança, per tal de ser reconeguts legalment, el que serà el Centre Excursionista Sant Francesc l'any 1970 –avui Centre Excursionista d'Arenys de Mar–. El 18 de febrer de 1967, per tal d'adaptar els estatuts a la nova normativa vigent, es varen modificar sense aprofundir-hi, ja que el règim de la Dictadura no ho permetia, i es va procedir a la inscripció amb el número 576.
Coincidint en els anys de transició a la democràcia, l'any 1980, es va transformar la coral en mixta, i en els noranta es va formar la coral infantil, que va passar a ser després la coral jove.
L'activitat coral segueix com un dels elements principals de l'entitat i l'entitat segueix formant part de la Federació de Cors de Clavé

## El nou Teatre Principal
El 1992 recuperat el teatre, s'hi va representar l'obra de Santiago Rusiñol “La classe neutra”– versió adaptada de “L'auca del senyor Esteve”– per la companyia arenyenca Fènix Teatre. El 1995, es va presentar l'espectacle "Tereseta-que-baixava-les-escales", de Lluís Danés, que commemorava els 10 anys de la mort de Salvador Espriu. Per l'ocasió es va renovar el pati de butaques aprofitant la renovació que havia fet el Casal Parroquial. A la tardor de 1995 es va constituir la Secció del Teatre Principal, que durant quatre temporades va oferir espectacles professionals de teatre, música, dansa, cinema i tota mena de representacions culturals, i va donar cabuda a totes les iniciatives escèniques de la vila.
A l'estiu de 1999 es va suspendre l'activitat teatral a causa d'un informe municipal sobre l'estat de la coberta de l'edifici. El teatre va quedar tancat i es va obrir tot un procés de negociació que va acabar amb la cessió del teatre al municipi i amb el compromís municipal de portar a terme la reforma. Un cop remodelat l'edifici la Societat Coral l'Esperança entitat va optar a la gestió de la seva activitat teatral, activitat que va aconseguir i encara manté.